# Sant’Angelo Romano
Sant’Angelo Romano – miejscowość i gmina we Włoszech, w regionie Lacjum, w prowincji Rzym.
Według danych na rok 2004 gminę zamieszkiwało 3075 osób, 146,4 os./km².